# مصراته
شهر مِصراته مرکز استان مصراته بر کرانه غربی خلیج سیدرا در کشور لیبی قرار گرفته‌است.
فاصله شهر مصراته تا طرابلس، پایتخت لیبی ۲۰۰ کیلومتر است و مصراته همرا حومه با جمعیت ۵۵۰ هزار نفری سومین شهر لیبی بشمار می‌آید.

## تاریخچه
بنیادگذاری یکجانشینی در محل این شهر را از ۳۰۰۰ سال پیش و توسط فنیقی‌ها دانسته‌اند. رومیان به آن نام توبارتیس داده بودند و بندر آن در سده بیستم بدست ایتالیائیان ساخته شد.